# Mr Big (Seks w wielkim mieście)
John James „Mr Big” Preston (ur. 1957, zm. 2021) – postać fikcyjna, bohater serialu Seks w wielkim mieście, bogaty makler i prawdziwa miłość Carrie. W postać wcielał się aktor Chris Noth. Jest jedną z postaci wykreowanych przez Candace Bushnell, która opublikowała książkę Seks w wielkim mieście na podstawie własnej kolumny w New York Observer.

## Historia postaci

### Przeszłość
John urodził się w 1957 roku, jako syn swej religijnej matki (Marian Seldes). Stał się ateistą z dużym talentem do robienia pieniędzy. Przez krótki czas był mężem Barbary. Obiecał sobie, że nigdy już się nie ożeni.

### Sezon 1
Carrie Bradshaw spotkała kilkakrotnie przystojnego i bogatego maklera, pana „Big”. Nazwała go tak bo był wielką figurą na rynku maklerów. Carrie i „Big” kilkakrotnie spotkali się przez przypadek. Dlatego też zdecydowali się oficjalnie umówić ze sobą. Na otwarciu nowej restauracji, organizowanym przez Samanthę, poznała dwudziestoparoletniego Sama (Timothy Olyphant). Dwa razy została zignorowana przez „Biga”, więc przespała się z Samem. Carrie i „Big” mieli pierwszą oficjalną randkę, na której się przespali. Po drugiej, tym razem już „tradycyjnej randce”, zaczęła się obawiać, że „Big” wstydzi się z nią pokazywać. Ten zaprzeczył, bo chciał ją najpierw lepiej poznać. Carrie i „Big” zaczęli się regularnie spotykać. Ona dowiedziała się, że widywał się z tyloma kobietami, że poszła na inne przyjęcie z Jaredem (Justin Theroux). Mężczyzna chciał, by po przyjęciu Carrie poszła z nim do jego domu, ale odrzuciła ofertę. Poprosiła „Biga”, by przyjechał i zdecydowali, że będą tylko ze sobą. Poznała też jego byłą żonę. Carrie i „Big” zaczęli rzadziej ze sobą sypiać, zwłaszcza od momentu, gdy ona wypuściła gazy jelitowe w jego łóżku. Dostała na ten temat obsesji i by rozproszyć swą uwagę, przemalowała swą kuchnię. Była też widzem seksualnego maratonu pary z naprzeciwległego okna. „Big” w końcu przyszedł po raz pierwszy do jej domu i tam zaczęli się kochać. Carrie przedstawiła się matce „Biga”, wbrew jego woli. Dostrzegła też, że tylko ona w tym związku się starała, by było im dobrze, dlatego zerwała z nim.

### Sezon 2
Miesiąc po zerwaniu z maklerem, Carrie poznała Joe (Mark Devine), gracza New York Yankees. Przygotowywała się też na pierwsze spotkanie z „Bigiem”, do którego doszło w najlepszym dla niej czasie. Pomimo tego, rozkleiła się i spotkała się z Mirandą. Zaprosiła też „Biga” na swe urodziny, gdyż wcześniej jego sekretarka przesłała jej wielkie róże. Wiedziała, że nie zapomniała o nim. Carrie wskrzesiła swój związek i miłość z „Bigiem”. Ukryła też początkowo ten fakt przed przyjaciółkami. Carrie irytowało, że „Big” nie mógł zwrócić uwagi na nią. Nie podpisał się na weselnej karcie, nie wysłuchał do końca wiersza jaki Carrie napisała na wesele oraz z nią nie zatańczył. Ostatecznie wyszli razem z uroczystości, przytuleni do siebie. Carrie i „Big” byli na doskonałej randce. Dlatego twierdziła przy dziewczynach, że jej związek jest inny niż poprzednio gdy byli razem. Gdy razem robili kolacje, poprosiła go, by spotkał się z jej przyjaciółkami. Odmówił, bo chciał zostać w domu, ale w końcu przyszedł do baru „Mrzonka”. Carrie nie mogła zdzierżyć tego, że „Big” oglądał się na inne kobiety, gdy byli razem. Zastanawiała się na tym na ile może zmienić mężczyznę. W końcu zaczęli o tym rozmawiać, gdy „Big” po raz pierwszy spędził noc u Carrie. Następnie miała problem, bo „Big” nie pozwalał jej zostawiać u siebie swoich rzeczy. Miała do niego o to pretensje, ale odkryła w jego szafie ich wspólne zdjęcie. Wiedziała, że już jest w jego domu. Carrie wpadła w szał, gdy „Big” zwierzył się jej, że pojedzie do Paryża na 7 miesięcy i zdecydował o tym samodzielnie. Felietonistka chciała nawet jechać z nim tam, ale on powiedział jej, żeby nie liczyła na coś więcej. Po pożegnalnym seksie, zerwała z nim.
Przyjaciółki z Nowego Jorku zdecydowały się pojechać do Hamptons. Spotkała tam „Biga” i jego 26-letnią dziewczynę, Natashę Naginsky. Wrócił do Nowego Jorku, ponieważ interesy w Paryżu nie doszły do skutku. Carrie, pomimo tego, postanowiła się zaprzyjaźnić ze swoim byłym. Wpadła w furię, gdy on wyznał jej, że zaręczył się z Natashą. Doszła do wniosku, że przypomina Katie Morosky z filmu „Tacy byliśmy” a w przyszłości spotka kogoś równie dzikiego, co ją okiełzna.

### Sezon 3
Carrie, podczas wspólnego obiadu z dziewczynami, dowiedziała się z gazety Charlotte, że „Big” wziął ślub z Natashą. W operze zobaczyła „Biga” z Natashą i uciekła przed nim. Spotkała następnie jego na jachcie. Oboje byli bez swych partnerów. Pisarka unikała go jak mogła, ale ten przyszedł, gdy Aidan Shaw udał się do sklepu. Nie wiedziała czego chce i Carrie zamknęła przed nim drzwi. Odsłuchała jego wiadomość, że wciąż o niej myśli i tęskni. Carrie na wystawie mebli Aidana, zyskała świadomość tego, że „Big” odejdzie od żony, bo się jemu z Natashą nie układało. Nie chciała na początku o tym słyszeć i wręcz była wściekła na niego za to. Gdy Aidan odnawiał jej mieszkanie, poszła do hotelu pisać artykuł z powodu hałasu jaki generował remont. Tam znalazł ją „Big”. Mimo początkowego oporu Carrie, uległa mu i poszli razem do łóżka. Carrie czuła się winna z powodu romansu w jaki się wdała. Powiedziała o nim Samancie. Nazajutrz Aidan wyjechał w interesach. Carrie przespała się z „Bigiem”, pomimo tego, że z początku nie chciała tego zrobić. Po powrocie, Aidan wyznał jej miłość. Carrie spotkała się jeszcze z „Bigiem” pod swym domem, ale zakazała mu dzwonić do Natashy. Chciała rzucić jeszcze jeden − oprócz papierosów − nałóg, mianowicie „Biga”. Carrie i „Big” udawali się na seks spotkania do przeróżnych hoteli, w dzielnicach, gdzie nikt ich nie znał. Nie mogła wytrzymać w tajemnicy i przekazała nowinę o romansie Mirandzie. Carrie zaczęła nawet narzekać na pewne zachowania Aidana przy nim. Wkrótce też Charlotte i sama Natasha odkryły, że Carrie i „Big” mieli romans, przez co pisarka zerwała z „Bigiem”.
„Big” zadzwonił do Carrie i chciał się spotkać. Pisarka pokłóciła się o to chwilowo z Mirandą. Carrie i „Big” naszli się w restauracji w Central Parku, nad stawem. Wpadli do wody, bo Carrie uniknęła jego pocałunku. Po prysznicu w jego mieszkaniu, do którego przysięgła sobie nie wracać, pisarka doszła do wniosku, że kolejny ich związek znowu by się nie udał.

### Sezon 4
Samantha zorganizowała dla Carrie obchody 35. urodzin w restauracji, ale nikt, nawet „Big”, się nie zjawił. Dopiero Charlotte zebrała dziewczyny i wszystkie znalazły się w ich ulubionym barze. Carrie przyznała się, że poczuła się w swój wieczór sama, pozbawiona mężczyzny. Gdy szła do domu, spotkała się z „Bigiem” w jego samochodzie, pod swoim mieszkaniem. Uznała optymistycznie, że z takimi przyjaciółkami sama spotka jeszcze wielu fajnych mężczyzn. Carrie przyznała się przyjaciółkom do tego, że odnowiła przyjaźń z „Bigiem”. Wrogo na to zareagowały, pamiętając na ich wspólną historię. Na wspólnym wyjściu z nim do klubu jazzowego, poznała przystojnego saksofonistę Raya (Craig Bierko). „Big” był zazdrosny i wręcz naśmiewał się z tego.
Carrie zaciągnięto przez Aidana do wiejskiego domu w Suffern w stanie Nowy Jork. Nie była nim zachwycona i przestraszyła się wiewiórki. Nudziła się i czuła, że była odcięta od jej ukochanego Nowego Jorku. Wróciła do miasta, by spotkać się z wydawcą. Zjadła też kolację z „Bigiem”, na której wyznał, że szaleje za gwiazdą, Willow Summers. Carrie udawała przed „Bigiem”, że uwielbia domek Aidana i nie rani jej historia z Willow. Zaczęły jej jednak przeszkadzać problemy miłosne „Biga”. Zadzwonił do niej z tym tematem i czuł się źle. Po rozmowie, usłyszała, że Aidan mógłby go wyzwać na bójkę i by go pokonał. Wreszcie postanowiła go zaprosić do Suffern. Aidan był wściekły, ale zgodził się. Były kochanek Carrie przyjechał i po godzinie oraz dwóch butelkach czerwonego wina zaczął narzekać na Willow. Spił się przy tym i Aidan dał mu koc, by przenocował w jego domu. Nazajutrz obaj mężczyźni siłowali się w błocie i przestali, dopiero gdy pies Pete ugryzł „Biga” w pośladek. Po wszystkim rozmawiali jakby nic się nie stało.
Carrie musiała wykupić mieszkanie i odkryła pierścionek zaręczynowy od Aidana w jego torbie. Miała wątpliwości i zwierzyła się „Big”owi na ten temat.
Carrie pożegnała Aidana, który zabrał ostatnie pudło z jej domu, gdyż zgodziła się na zaręczyny, ale nie chciała samego ślubu. Kazała mu zabrać pierścionek, który jej dał. W zamian, zmusił ją do wykupienia od niego jej mieszkania w ciągu 30 dni. Poszła do „Biga”, który pożyczył jej 30 000 dolarów. Powiedziała o tym przyjaciółkom i przy nich podarła czek od niego.
Carrie czuła nadchodzącą jesień. Zadzwoniła też do „Biga”. Wizyta u niego w mieszkaniu ujawniła, że wyprowadzi się do Napa w stanie Kalifornia, na drugi koniec kraju. Kupił tam ponad połowę winnicy, a Nowy Jork go męczył. Była oburzona na niego, że nic jej nie powiedział. Rozmawiali ze sobą i Carrie obiecała, że przyjedzie go pożegnać. Nazajutrz powiedziała o tym koleżankom. Także, mimo sprzeciwu Mirandy, zdecydowała się z nim przespać na pożegnanie. „Big” i ona przejechali się powozem po Central Parku. Ich spotkanie przerwała Miranda, która zaczęła rodzić. Carrie przyjechała na czas i wsparła psychicznie swą przyjaciółkę. Poród się udał i obie powitały chłopca. Po wszystkim, pojechała do mieszkania „Biga”, które było już puste. Zostawił jej płytę gramofonową „Moon River” oraz bilety lotnicze do Napa, w razie gdyby poczuła się samotna.

### Sezon 5
Carrie i Samantha pojechały pociągiem na promocję zbioru felietonów w formie książki do San Francisco. Pisarka bardzo chciała się też przespać z „Bigiem”. Ten pojawił się na czytanym przez nią fragmencie książki i przestała myśleć o czymkolwiek innym. Nakłoniła Samanthę do pójścia do innego pokoju hotelowego. Sobie zostawiła apartament opłacony przez wydawnictwo. „Big” i Carrie poszli jednak na kolację, a później do sypialni, gdzie on wyznał jej jak bardzo ją skrzywdził. Omawiał też szczegółowo jej książkę. Autorka wszystkiemu zaprzeczała, bo chciała się kochać, ale do niczego nie doszło. Dopiero nazajutrz rano zrobili to o czym marzyła Carrie.

### Sezon 6
Carrie dowiedziała się, że Lauren, była dziewczyna Jacka Bergera, jest przez niego znienawidzona. „Big” zadzwonił do Carrie z Kalifornii. Pisarka powiedziała dziewczynom, że uprawiała seks telefon z maklerem i trwało to od kiedy się przeprowadził. Charlotte była oburzona na nią, ale po słowach Bergera, sama Carrie zadzwoniła do byłego chłopaka. Zakończyła seks-telefony, ale pozostali przyjaciółmi.
„Big” zadzwonił do Carrie z klubu golfowego i nienawidził tego. Chciał wiedzieć jak układa się jej z Jackiem i wyśmiał ideę kontrolowanej rozłąki z pisarzem, po czym przerwało im rozmowę.
Carrie objawiła niepokojące ją zachowanie na wieść o operacji serca u „Biga”. Za każdym razem dostawała nagłego ataku płaczu. Znaleźli zator i mieli go usunąć. Zatroszczyła się o niego i uznał, że jest aniołem. Zmiana była ledwo zauważalna, ale wiedziała, że jego serce znów się zamknęło.
Później przyjechał do miasta i zadzwonił do Carrie. Nagrał się na automatyczną sekretarkę, ale pisarka nie odsłuchała wiadomości. Carrie po raz kolejny odrzuciła telefon od „Biga” i wygarnęła mu w twarz, że zawsze zjawia się wtedy, gdy ona jest z kimś − tym razem z Aleksandrem Petrovsky − by zniszczyć ten związek. Nie chciała być wodzona za nos bo to robił z nią, przez ostatnie 6 lat. W Paryżu, zerwała z Aleksandrem. Po drodze spotkała „Biga”, który chciał pobić Rosjanina za to, że przypadkowo spoliczkował Carrie. Ostatecznie biznesmen wyznał pisarce to czego oczekiwała od 6 lat: „jesteś kobietą mojego życia”. Odwiózł ją do Nowego Jorku i sam zdecydował się sprzedać swój interes w Napa, by być bliżej ukochanej.

### Seks w wielkim mieście (film)
Carrie oraz John James „Big” Preston po 10 latach zdecydowali się pogłębić swój związek poprzez zawarcie związku małżeńskiego. Sprzedała mieszkanie i dla niej kupił wielki apartament na najwyższym piętrze wieżowca z odremontowaną dla niej, fantastyczną, podświetlaną garderobą. W dzień samego wesela „Big” stchórzył, ponieważ przeraził go rozmach wesela oraz ilość gości. Bradshaw była zrozpaczona i przestała odbierać od niego telefony. Gdy wróciła do równowagi, spotkała się z Harrym w szpitalu, gdzie Charlotte urodziła małą Rose. Wtedy dowiedziała się, że to on odwiózł Carlotte do szpitala i czekał na Carrie. Przyznał się mężowi Charlotte, że od kilku miesięcy pisze maile do Carrie, jednak nie otrzymuje odpowiedzi. Dopiero w domu odblokowała pocztę mailową od „Biga” i otrzymała wiadomości. Nie były jego autorstwa. Brakowało mu słów, więc przepisał listy miłosne Beethovena, Lorda Byrona, Johna Keatsa i Woltera. Oprócz ostatniego, w którym przyznał się do błędu. Carrie pobiegła do apartamentu z wielką garderobą i zastała tam „Biga”. Ten poprosił ją jeszcze raz o rękę i tak udali się do ratusza, gdzie − w zwykłej białej sukience − pobrali się w otoczeniu innych par młodych. Wesele odbyło się w pobliskiej restauracji. Było skromne, bo w otoczeniu najbliższych znajomych.

### Seks w wielkim mieście 2
w Zjednoczonych Emiratach Arabskich, dokąd Carrie wyjechała towarzysząc w służbowej podróży Samanthy, żona „Biga” spotkała Aidana. Pocałowali się i nazajutrz powiadomiła o tym męża. Carrie, Samantha, Miranda i Charlotte wróciły do Ameryki. Małżeństwo Carrie i Johna przetrwało – doszli do wniosku, że pomysł 2-dniowego urlopu od małżeństwa nie był najlepszy. Razem świętowali trzecią rocznicę ślubu i 13 lat znajomości.

### Seks w wielkim mieście 3
W trzeciej części cyklu „Big” miał umrzeć na zawał serca podczas prysznica. Historia mała się toczyć wokół tego jak Carrie przeboleje śmierć małżonka. Projekt jednak anulowano.

### And Just Like That...
W styczniu 2021 roku potwierdzono kontynuację serialu, pod tytułem „And Just Like That...” jako 10 odcinków po 30 minut, bez udziału Kim Cattrall.
Aktor powróci w kontynuacji serialu do swej postaci.

## Powiązane z postacią

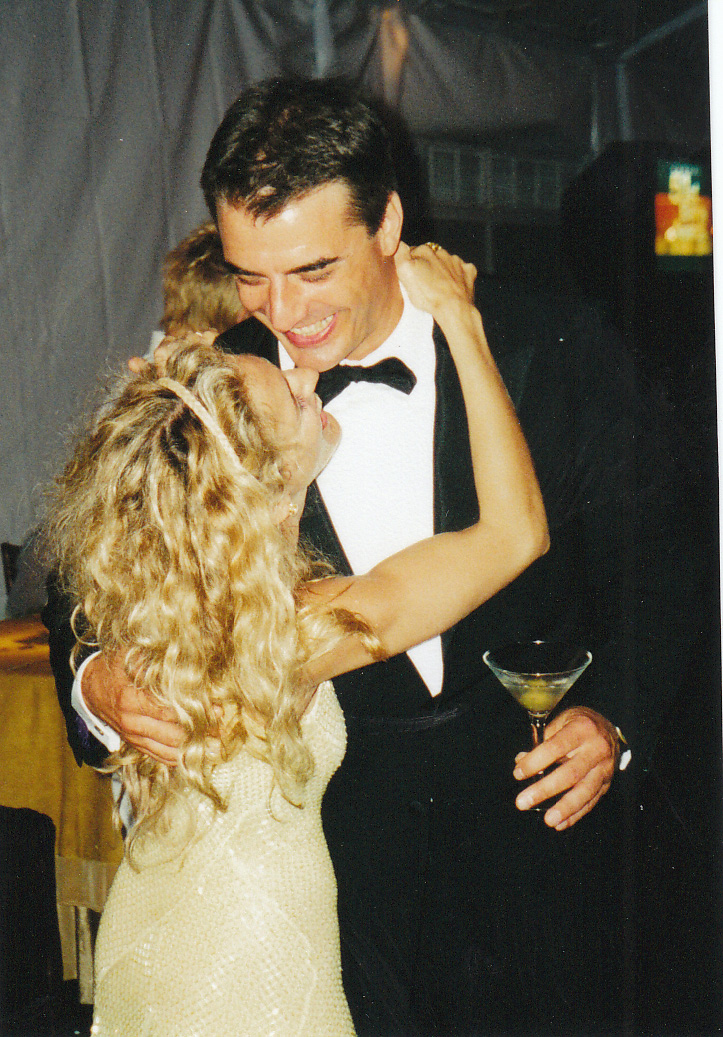
Sarah Jessica Parker i Chris Noth w 1999 roku

### Barbara
Ostatni gwóźdź do trumny. Jest piękna i inteligentna i polubiłam ją. Muszę ją zabić.

Barbara (Noelle Beck) to pierwsza, była żona Biga. Pracowała w wydawnictwie.
Sezon 1
Big powiedział o tym Carrie przez przypadek. Spotkała się z nią z planem. Przedstawiła improwizowany plan o książce dotyczącej Kathy, która jest małą dziewczynką z magicznymi papierosami, które przeniosą ją gdziekolwiek zapragnie. Dziecięca książka dla dorosłych. Barbarze spodobał się pomysł. Później spotkała się z nią prywatnie, na lunch. Szefowi nie spodobał się pomysł książki ale sama chciała się zaprzyjaźnić. Barbara wyznała, że były mąż przespał się z jej przyjaciółką. Później Big wyznał Carrie, że wciąż utrzymuje z nią kontakt a ich drogi się rozeszły bo szukali czegoś innego.

### Natasha Naginsky
Natasha Naginsky (Bridget Moynahan) to druga, była żona Biga. Jej rodzice mieli dom w Hamptons a sama pracowała w Paryżu dla Ralpha Laurena.
Sezon 2
Carrie spotkała Biga na dorocznym przyjęciu w Hamptons, organizowanym przez byłą sekretarkę Samanthy, Ninę G. (Marisa Ryan). Poznała też jego jego 26-letnią dziewczynę, Natashę. Wyglądali na szczęśliwych i zakochanych w sobie. Wrócił do Nowego Jorku, ponieważ interesy w Paryżu nie doszły do skutku. Carrie nazwała ją „Idiotką Bez Duszy”. Natasza wprowadziła się do „Biga”. Trzy tygodnie później Carrie spotkała się z „Bigiem” i on powiedział jej, że są zaręczeni. Zrobiła mu scenę w restauracji po czym wyszła. Doszli do porozumienia, a zaręczyny odbyły się w Hotel Plaza. Carrie otrzymała zaproszenie, ale nie poszła na nie. Z przyjaciółkami doszła do wniosku, że jest jak Katie Morosky, skomplikowana dziewczyna z filmu „Tacy byliśmy”, podczas gdy jej Hubbell Gardner wybrał za żonę prostą dziewczynę.
Sezon 3
Carrie zobaczyła przez lornetkę Biga z żoną Natashą w operze i uciekła z loży do domu. Natasha poznała z mężem nowego chłopaka Carrie, Aidana Shaw. Carrie natomiast zyskała świadomość tego, że Big odejdzie od żony, bo się im nie układało. Nie chciała na początku o tym słyszeć i wręcz była wściekła na niego za to. Gdy Aidan odnawiał jej mieszkanie, poszła do hotelu pisać artykuł. Tam znalazł ją Big. Mimo początkowego oporu Carrie, uległa mu i poszli razem do łóżka. Natasha odkryła, że Carrie i Big mieli romans. Żona Biga, ścigając Carrie, straciła ząb i przegryzła wargę. Carrie odwiozła ją do szpitala i zerwała z Bigiem.
Oczy Carrie i Natashy spotkały się po raz pierwszy od zerwania z Bigiem. Carrie była zdruzgotana i tuż po tym jak zabłądziła, okradziono ją z torebki i butów. Poszła do akademika z Samanthą, od której dowiedziała się, że Natasha zostawiła Biga. W akademiku Carrie spadła ze schodów. By oczyścić swoją złą karmę oraz naprawić błędy z przeszłości, zadzwoniła do Natashy z intencją spotkania. Dzięki sekretarce Natashy, Carrie osobiście przeprosiła ją za romans, a Natasha za to, że poznała Biga. Naginsky znowu była do wzięcia dla innych, a Big gdzieś tam był wolny.
And Just Like That...
Aktorka wystąpi w kontynuacji serialu i dwóch filmów kinowych.

## Odcinki w których postać się pojawiła
Sezon 1
- odcinek 1, „Sex and the City”
- odcinek 2, „Models and Mortals”
- odcinek 4, „Valley of the Twenty – Something Guys”
- odcinek 6, „Secret Sex”
- odcinek 7, „The Monogamists”
- odcinek 8, „Three’s a Crowd”
- odcinek 9, „The Turtle and the Hare”
- odcinek 11, „The Drought”
- odcinek 12, „Oh Come All Ye Faithful”

Sezon 2
- odcinek 1, „Take Me Out to the Ballgame”
- odcinek 2, „The Awful Truth”
- odcinek 5, „Four Women and a Funeral”
- odcinek 6, „The Cheating Curve”
- odcinek 5, „Four Women and a Funeral”
- odcinek 6, „The Cheating Curve”
- odcinek 7, „The Chicken Dance”
- odcinek 8, „The Man, The Myth, The Viagra”
- odcinek 9, „Old Dogs, New Dicks”
- odcinek 10, „The Caste System”
- odcinek 11, „Evolution”
- odcinek 12, „La Douleur Exquise!”
- odcinek 17, „Twenty – Something Girls vs. Thirty – Something Women”
- odcinek 18, „Ex and the City”

Sezon 3
- odcinek 7, „Drama Queens”
- odcinek 8, „The Big Time”
- odcinek 9, „Easy Come, Easy Go”
- odcinek 10, „All or Nothing”
- odcinek 11, „Running With Scissors”
- odcinek 18, „Cock – a – Doodle – Do”

Sezon 4
- odcinek 1, „The Agony and the ‘Ex’ – tacy”
- odcinek 3, „Defining Moments”
- odcinek 9, „Sex and the Country”
- odcinek 10, „Belles of the Balls”
- odcinek 12, „Just Say Yes”
- odcinek 16, „Ring A Ding Ding”
- odcinek 18, „I Heart NY”

Sezon 5
- odcinek 7, „The Big Journey”

Sezon 6
- odcinek 3, „The Perfect Present”
- odcinek 6, „Hop, Skip and a Week”
- odcinek 11, „The Domino Effect”
- odcinek 17, „The Cold War”
- odcinek 19, „An American Girl in Paris, Part Une”
- odcinek 20, „An American Girl in Paris, Part Deux”